# Межиріцький замок
Межиріцький замок — укріплення, засноване у XIV століття, що було власністю князів Острозьких.

## Історія та архітектура
У XIV столітті комплекс складався з переднього двору та власне замку. Це була дерев'яна оборонна споруда, що включала житловий будинок, господарські будівлі та православну церкву, збудовану в 1460 році. У XV столітті князі Василь, а пізніше його син Іван Острозький перебудували дерев'яний замок на готичну цегляну споруду. Були побудовані кам'яні оборонні стіни та земляні вали. У кожному з чотирьох кутів стояла двоповерхова шестикутна вежа. Утворені стіни мали ширину 1,5 метра та висоту від 5 до 8 метрів. У південно-східному куті була побудована господарська будівля, що прилягала до стіни та кутової вежі. Вхід до внутрішнього двору здійснювався через триповерхову браму, вмуровану в стіну.
На початку XVII століття Януш Острозький поруч із церквою збудував для себе садибу, оточивши весь комплекс оборонними стінами, увінчаними ренесансним аттиком. Він оточив місто земляними валами та брамами. Це укріплення неодноразово відбивало ворожі атаки під час війн Речі Посполитої з турками та козаками. До наших днів збереглися: Заславська брама XVI століття, руїни господарської будівлі, оборонні стіни, що оточували весь комплекс, та залишки могутніх валів, які є пам'яткою численним фортецям, збудованим у цій місцевості проти татарських, а пізніше козацьких набігів.
Церква

План монастиря

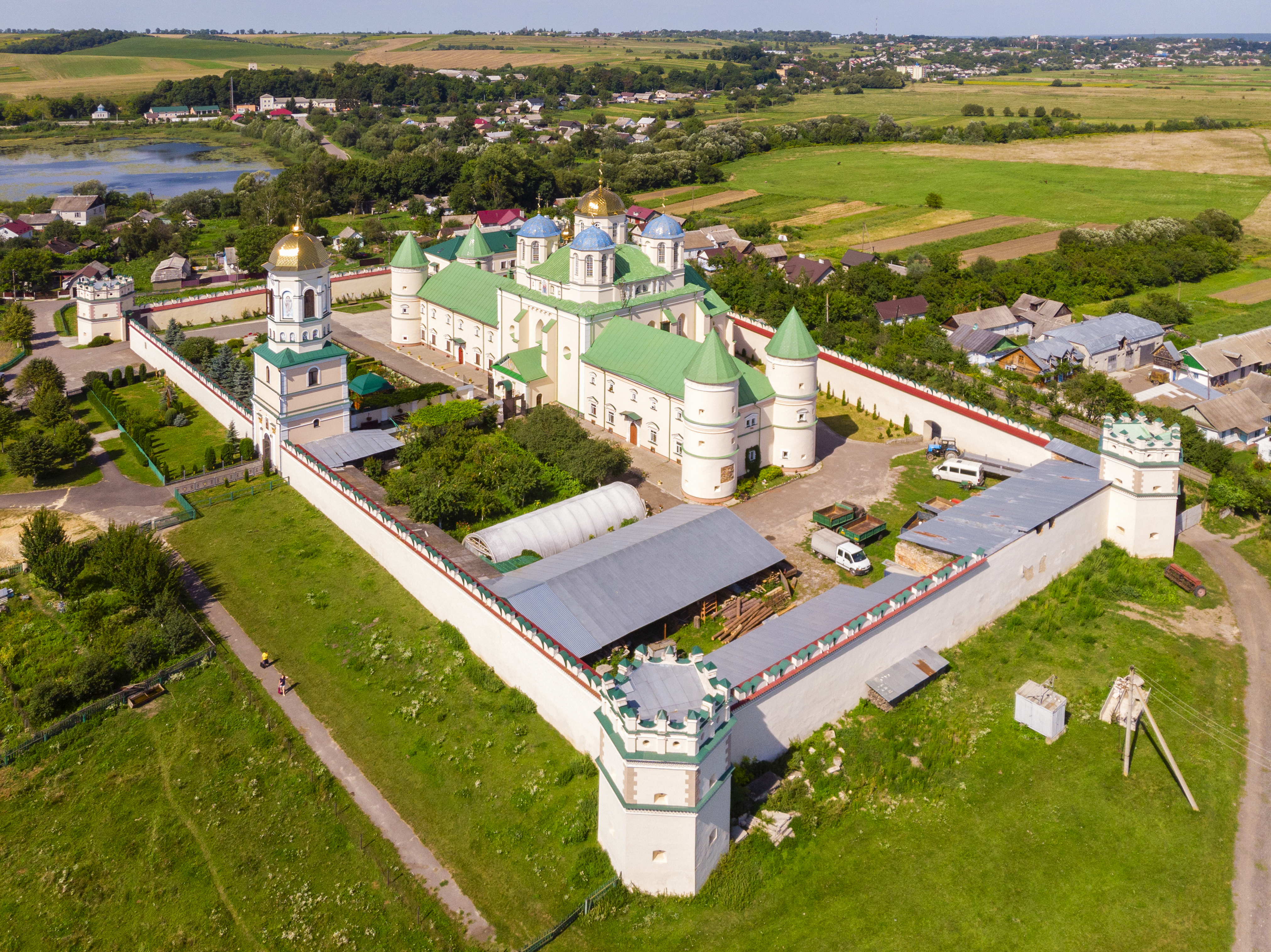
Вид на монастир з повітря

Церква Святої Трійці, що стоїть на подвір'ї замку, була збудований як оборонний костел князем Костянтином Острозьким у 1454 році замість попереднього дерев'яної церкви, яка згоріла у вогні. У 1612 році князь Януш Острозький подарував церкву францисканцям. Церкву перетворили на католицьку, а до неї прибудували монастир, який обнесли муром і захистили чотирма вежами та потужним в'їзним валом, добре обладнаним бійницями. Після розпуску ордену храм було перетворено на православний храм. Сьогодні ми можемо побачити православний замковий храм на території Межиріцького монастиря.